# Họ Dứa dại
Họ Dứa dại hay họ Dứa gai (danh pháp khoa học: Pandanaceae) là một họ trong thực vật có hoa có nguồn gốc ở khu vực nhiệt đới của Cựu thế giới, bao gồm khoảng trên 800 loài. Họ này được các nhà phân loại học thực vật công nhận rộng rãi.
Hệ thống APG II năm 2003 (không thay đổi từ hệ thống APG năm 1998) cũng công nhận họ này và đặt nó trong bộ Dứa dại (Pandanales) của nhánh monocots. Nó bao gồm 3-4 chi, trong đó chi Pandanus (dứa dại) là quan trọng nhất.
- Freycinetia Gaudich.: Khoảng 180 loài
- Martellidendron (Pic. Serm.) Callm. & Chassot, còn được coi là phân chi của chi Pandanus.
- Pandanus Parkinson: Khoảng 700 loài dứa dại (dứa gai, cây cơm nếp[2], dứa thơm)
- Sararanga Hemsl.

## Phát sinh chủng loài
Cây phát sinh chủng loài dưới đây lấy theo APG III.
|  | Stemonaceae                                                   |
|  |                                                               |
|  | \| \| Pandanaceae \| \| \| \| \| \| Cyclanthaceae \| \| \| \| |
|  |                                                               |
|  | Pandanaceae                                                   |
|  |                                                               |
|  | Cyclanthaceae                                                 |
|  |                                                               |

|  | Pandanaceae   |
|  |               |
|  | Cyclanthaceae |
|  |               |

|  | Stemonaceae                                                   |
|  |                                                               |
|  | \| \| Pandanaceae \| \| \| \| \| \| Cyclanthaceae \| \| \| \| |
|  |                                                               |
|  | Pandanaceae                                                   |
|  |                                                               |
|  | Cyclanthaceae                                                 |
|  |                                                               |

|  | Pandanaceae   |
|  |               |
|  | Cyclanthaceae |
|  |               |